# Daxam
Daxam es un planeta ficticio dentro del Universo DC. Es el hogar de una raza llamada Daxamitas, que desciende de colonos Kryptonianos.

## Historia
En continuidad canónica, los Daxamitas son descendientes de un grupo de kryptonianos que habían dejado Krypton para explorar el Universo. Son una raza intensamente xenófoba y temen a los invasores alienígenas. Los habitantes de Daxam tienden a permanecer en su mundo natal, pero algunos se han aventurado en la galaxia. Los daxamitas no son vulnerables a la Kryptonita porque el Erradicador, programado para preservar toda la cultura kryptoniana, alteró la matriz de nacimiento ("úteros artificiales") que los exploradores se llevaron consigo para que el plomo es ahora su nueva vulnerabilidad. Al igual que sus primos kryptonianos, los daxamitas manifiestan poderes y habilidades similares a los de Superman cuando se exponen a la luz de una estrella amarilla, incluida una gran fuerza, resistencia al daño, gran velocidad, vuelo, sentidos mejorados y visión de calor y rayos X. Su propio sol, Valor, era un gigante rojo, por lo que mientras estaban en su mundo natal, no podían tener sus poderes.
En la continuidad post-Crisis infinita, los daxamitas comenzaron su vida como una rama más pacífica y menos xenófoba de la raza kryptoniana, eligiendo ganarse la confianza de las personas que viven en los planetas que encontraron en lugar de matarlos sin piedad como lo hicieron los otros kryptonianos. Entonces, cuando el explorador kryptoniano Dax-Am descubrió un planeta habitado por una población nativa pacífica, los kryptonianos decidieron fusionarse con los daxamitas nativos, dando a luz a una raza con poderes kryptonianos inherentes, además de la capacidad de reproducirse con otras razas humanoides. Esto, junto con el hecho de que incluso cuando perdieron la pista de sus orígenes kryptonianos (eligiendo considerarse solo daxamitas), siguieron viajando a través de las estrellas, permitió que una gran población de razas mixtas residiera en el planeta, naturalmente inclinada a buscar nuevos mundos, mientras que los descendientes de los últimos purasangres kryptonianos mantuvieron vivos sus ideales de aislamiento y xenofobia.
Finalmente, el malestar social provocado por aislacionistas y exploradores estalló en una guerra civil en toda regla. Los aislacionistas ganaron, fundaron el Culto de los Dolores y reescribieron la historia para culpar a los extraterrestres por las ruinas de la guerra y ocultaron la presencia de mestizos en Daxam. En el momento de la invasión de la Tierra, la sociedad daxamita se había convertido en un régimen semirreligioso. Se denunció la navegación espacial con fines distintos a la conquista y se prohibieron varias piezas de tecnología. La xenofobia se había vuelto universal, salvo raras excepciones como Sodam Yat, Kel y Lar Gand, el primero y el último de los cuales fueron llevados al exilio autoimpuesto para evitar un castigo más severo por su iconoclasia.

### ¡Invasión!
Los Daxamitas participaron en una invasión de la Tierra dirigida por los Dominadores. Durante la invasión, sin embargo, las fuerzas de Daxamita descubrieron que adquirieron tremendos poderes, de un conjunto y escala comparables a los kryptonianos en un entorno de sol amarillo. Sin embargo, mientras se involucraba con Superman, el superhéroe convenció a sus oponentes (que estaban sucumbiendo al envenenamiento por plomo) de que sus aliados se equivocaron al invadir la Tierra y Kel Gand, el padre de Lar Gand, envió un mensaje antes de su muerte a su gobierno para intervenir en nombre de la Tierra. Tuvieron éxito en esta intervención cuando los Dominadores, sin darse cuenta de la reacción física de Daxamita al entorno de la Tierra, descartaron la pequeña fuerza de transportes de tropas principalmente. Por lo tanto, fueron tomados completamente por sorpresa cuando los Daxamitas desplegaron en el espacio una fuerza extremadamente formidable de cientos de soldados que habían ganado poderes y derrotaron rápidamente al enemigo. También lucharon contra el destructor galáctico conocido como Imperiex.

### Ocupación de Mongul
Daxam es invadido brevemente por el tirano espacial Mongul II, y convertido en la base de una célula disgregada del Sinestro Corps, el Mongul Corps. Sodam Yat, utilizando la entidad Ion, se ve obligado a sacrificarse para volver amarillo el sol de Daxam, otorgando superpoderes a cada Daxamita y, como resultado, la capacidad de repeler a los invasores. Sin embargo, un Krona encapuchado despoja a Ion de Sodam, liberando al joven héroe del sol y devolviéndolo a su forma roja. La pérdida repentina de poderes resultante diezma a la población, ya que muchos habían estado usando sus poderes de vuelo, superfuerza e invulnerabilidad cuando el sol cambió de color.

### The New 52
Más tarde, Daxam fue invadida una vez más por los Durlans, una raza cambiante que reemplazó a casi todos los Daxamitas que había en el planeta, con el objetivo de imitar a la raza y exponerse a la mayor cantidad de radiación solar amarilla posible, convirtiéndose así en una fuerza imparable.

## Historia del siglo 30

### La Gran Saga de la Oscuridad
En la historia de Legión de Super-Héroes de 1982, The Great Darkness Saga, Darkseid se enteró de Daxam por Mon-El y procedió a controlar mentalmente a toda su población, y luego movió el planeta a un sol amarillo, creando un ejército de varios miles de millones de seres cada uno aproximadamente igual en poder a Superman. Luego les ordenó esculpir la superficie del planeta entero a su semejanza, destruyendo efectivamente la civilización de Daxam. Este ejército luego se desató sobre la galaxia como una fuerza casi imparable. Después de los eventos de The Great Darkness Saga, el planeta, regresó a su sistema solar original por una encarnación del Alto padre, tuvo que ser terraformado para restaurar su habitabilidad, y los Daxamitas regresaron allí.

### Cinco años después
En la historia de V4 Legion, Glorith, temiendo que los Dominadores pudieran hacerse con el control de Daxam, destruyó el planeta y todos sus habitantes para evitarlo. También se reveló la existencia de Laurel Gand, otra daxamita y descendiente del hermano de Lar Gand. 

### Post-Hora Cero
Tras el reinicio de Hora Cero de la continuidad de Legion, Daxam del siglo 31 es el hogar de un grupo político racista llamado White Triangle.

### Threeboot
Después de otro reinicio de la continuidad de la Legión, se afirmó que Daxam fue aniquilado 300 años antes por los nativos de Trom usando envenenamiento masivo con plomo, y que Mon-El es el único Daxamita sobreviviente. Sin embargo, más tarde se reveló que esta versión de Daxam (y la Legión) habita el universo que contiene Tierra-Prime, el hogar del héroe convertido en villano Superboy Prime. Se muestra que la versión xenófoba de Daxam de la que provienen Mon-El y Sodam Yat todavía existe en el siglo 30.

## Fisiología y habilidades especiales
Visualmente, los Daxamitas son indistinguibles de los humanos; esto le permite a Mon-El llevar una doble vida como Kent. En su planeta natal, al igual que sus ancestros kryptonianos, los daxamitas no poseen superpoderes ya que Daxam giraba alrededor de la estrella roja Valor. Sin embargo, cuando se encuentran en planetas como la Tierra que orbitan alrededor de una estrella amarilla, los Daxamitas utilizan la energía solar a nivel celular para lograr habilidades inalcanzables para los seres humanos comunes. Entre otras habilidades, los Daxamitas superpoderosos poseen lo siguiente en la cima de su poder: superfuerza, supervelocidad, invulnerabilidad, un factor de curación, visión de calor, sentidos sobrehumanos, vuelo, super audición, visión de rayos X, visión telescópica, micro-visión, súper aliento y aliento de hielo, y cualquier otra habilidad relacionada con su ADN kryptoniano.
Debido a su reproducción anterior con la población nativa de Daxamita, una raza de personas sin poder descubierta por los exploradores kryptonianos que más tarde llegaron a ser conocidos como los mismos Daxamitas, la población actual de Daxamitas, descendiente tanto de la raza kryptoniana como de la nativa Daxam, posee la capacidad de reproducirse con otras razas humanoides, una habilidad que no comparten con su raza madre. La descendencia de un Daxamita moderno y otro individuo humanoide, como un terrestre, compartirían todos los poderes y habilidades de un individuo de pura sangre.
Todos los daxamitas son muy vulnerables al plomo. Incluso la exposición más pequeña roba instantáneamente a los daxamitas potenciados de sus habilidades y resulta en una intoxicación por plomo irreversible y fatal para todos. A diferencia de sus primos kryptonianos, donde su debilidad cuando se exponen a la radiación de kryptonita es temporal, el envenenamiento por plomo en las daxamitas siempre es fatal. En el caso de Mon-El, tuvo que ser puesto en la Zona Fantasma después de haber estado expuesto al plomo y pasó los siguientes mil años voluntariamente atrapado allí hasta que se pudiera encontrar un antídoto. Diferentes versiones de Brainiac 5 han elaborado estos antídotos para las diferentes versiones de Mon-El, algunos de los cuales son permanentes, mientras que otros eran temporales o debían administrarse de forma regular. Uno de estos antídotos se fabricó con kryptonita. Al igual que los kryptonianos, los daxamitas tampoco tienen invulnerabilidad innata a la magia y se ven afectados por ella como lo haría cualquier humanoide normal sin poder.
Como resultado de su cruzamiento con la raza nativa Daxam y otras razas no kryptonianas, las Daxamitas exhiben varias pequeñas diferencias fisiológicas con su raza ancestral: en primer lugar, las Daxamitas, incluso en un planeta con un sol primario amarillo, crecen cabello y necesitan afeitarse, percibiendo sus cuerpos el pelo como "muerto".

## Daxamitas notables

### Lar Gand
El Daxamita más famoso de la galaxia es Lar Gand, conocido en varias encarnaciones como Mon-El, Valor y M'onel. Después de la invasión de la Tierra, se descubrió que los Dominadores habían estado experimentando con humanos y aún mantenían cautivos a un número significativo de ellos. Lar Gand ayudó a salvar a los humanos con los que estaban experimentando los Dominadores y llevó a estas víctimas a planetas deshabitados, de hecho sembrando los mundos que eventualmente se convertirían en mundos miembros de la Legión. Más tarde fue enviado a la Zona Fantasma durante 1.000 años como protección contra la muerte por envenenamiento por plomo. Su repentina desaparición preocupó a muchos a los que había ayudado, y comenzaron una religión a su alrededor. Más tarde sería rescatado de la Zona por Brainiac 5 y la Legión de Super-Héroes.

### Laurel Gand
Laurel Gand es descendiente de Lar Gand. Ella es nativa de Daxam del siglo 30 que eventualmente se une a la Legión de Super-Héroes. Se la presenta durante los "Cinco años después" de la continuidad de la Legión, que ya no se considera canónica. Otra versión del personaje aparece durante la era Post-Hora Cero. Ella usa el nombre en clave "Andromeda", y es nativa de la Tierra-247, que fue destruida durante la "Crisis infinita".

### Ol-Vir
Durante el intento de Darkseid de conquistar los Planetas Unidos (UP) en el siglo 30, cautivó a toda la población de Daxam, que atacó a la UP a sus órdenes. Ol-Vir, entonces un niño, casi destruyó el planeta prisión Takron-Galtos antes de ser enjaulado por Chameleon Boy. Más tarde se alinearía con la Legión de Super-Villanos y participaría en varios ataques contra la Legión de Superhéroes.

### Dev-Em
Dev-Em es un Daxamita loco, cuyos poderes como adulto rivalizaban con los de Superman. Trató de destruir la luna de la Tierra. Es un personaje post-crisis (anterior a Hora Cero), que apareció en la serie limitada Who's Who in the Legion of Super-Heroes # 1 (abril de 1988).

### Bal Gand
Bal Gand es un antepasado de Lar Gand y, por lo tanto, de toda la familia Gand. Un agente piloto en la era espacial de Daxam, se le dio la tarea de encontrar nuevos planetas y establecer relaciones pacíficas con Daxam. Después de viajar a varios planetas habitados del universo, aterrizó en la Tierra en Centroamérica, durante los años de la civilización maya. Mientras que los mayas creían que los visitantes daxamitas eran los dioses de sus leyendas (comenzando así su famosa práctica de sacrificios humanos en su honor), Bal Gand se enamoró de un soldado maya que dio a luz a su hijo. Habiendo roto su papel de observadora imparcial, y por miedo a las interrupciones que un Daxamita nacido en humanos podría haber traído a la naciente sociedad maya, decidió regresar a Daxam, escondiendo su nave y programándola con una ruta rápida a la Tierra para permitir su hijo aún por nacer, si él o sus descendientes eran despreciados o no permitían vivir pacíficamente en Daxam, regresar a la Tierra para ser atendido por la gente de su antepasado. El hijo de Bal, sin embargo, se convirtió en un hijo bien aceptado de Daxam, su herencia mixta se desvaneció en los años hasta convertirse en nada más que una leyenda hasta que Lar Gand, con la esperanza de huir de la ahora opresiva y xenófoba sociedad de Daxam, tropezó con su nave, de mala gana cumpliendo la promesa de su antepasado.

### Julia
Una mujer Daxamita se hizo amiga de Wonder Woman durante un arco narrativo de seis números ambientado en el espacio. Ambas mujeres fueron prisioneras del Imperio Sangtee. Los ejecutores de Sangtee le arrancaron los ojos a la Daxamita cuando demostró ser demasiado difícil de controlar. Wonder Woman le proporcionó un ojo cibernético (el otro cubierto con un parche en el ojo) y nombró a la Daxamita Julia en honor a su amiga cercana Julia Kapatelis. Más tarde, Julia hace un cameo durante el crossover de la compañía "Our Worlds At War".

### Sodam Yat
De acuerdo con Tales of the Green Lantern Corps Annual # 2, una antigua profecía inscrita en el Gran Libro de Oa marca como último hito en la destrucción del Cuerpo la muerte de un Linterna llamado Sodam Yat, un Daxamita imparable que agrega los poderes del Anillo de Poder a los suyos. Cuando, de hecho, un Daxamita Linterna novato llamado Sodam Yat se une al Cuerpo, Arisia es protegida por Salaak, por temor a que la profecía se haga realidad. Durante la invasión de Mongul, Sodam se ve obligado a quitarse el anillo y sumergirse en Valor, el sol rojo de Daxam, para convertirlo en un sol amarillo y otorgar a su antiguo pueblo el poder de salvarse a sí mismos. Como resultado, Sodam queda atrapado en el sol, aparentemente inmolado. Después de Blackest Night, el misterioso cerebro detrás de las abducciones de los seres del espectro emocional logra alcanzar la forma autoinmolada de Sodam Yat, que Ion mantiene con vida, y despoja al simbionte de su anfitrión. Como resultado, el restaurado Sodam Yat es enviado de regreso a Daxam, mientras que la repentina pérdida de poderes diezma a sus compañeros Daxamitas.
En la serie limitada Final Crisis: Legion of 3 Worlds, se revela que, en el período de tiempo futuro de la Legión de Super-Héroes, Sodam Yat todavía está vivo, actuando como el último Guardián del Universo, y de alguna manera ha recuperado la mayor parte de sus poderes de iones. Ha asumido el papel de Mogo en la búsqueda de candidatos dignos para una nueva iteración del Cuerpo.
La primera aparición de Sodam Yat fue en la propuesta inédita de Alan Moore "El crepúsculo de los superhéroes", donde fue nombrado "Sodal Yat".

### Telos Usr
Telos Usr del sector espacial 1760 es un residente de Daxam y está incluido en el White Lantern Corps. Su anillo de poder, junto con los otros seis, tiene una parte de la Ecuación Vida para protegerlo de aquellos que abusarían de su poder. Si se necesita la ecuación, los anillos pueden unirse para restaurar la ecuación completa.

## Otras versiones
Freedom Fighters de Daxam aparecen en Justice League Adventures # 3.
El Cuerpo de Defensa Humana mantiene a una Daxamita femenina en estasis, con fines desconocidos.
El nombre del planeta Dakkam de Marvel Comics (hogar de Wundarr el Acuario, que fue creado como un pastiche deliberado de Superman) se basa en "Daxam".

## En otros medios
En la serie de televisión Supergirl, temporada 2, Daxam era un planeta cercano a Krypton que se volvió inhabitable cuando Krypton explotó. Un sobreviviente, Mon-El, escapó a la Tierra usando una cápsula kryptoniana. Aunque se pensó que estaba destruido, más tarde se reveló que la población sobrevivió, liderada por la madre de Mon-El, Rhea, quien los trajo a la Tierra para crear el "Nuevo Daxam" en la Tierra. En el final de la temporada, Supergirl detonó una bomba de plomo que irradió la atmósfera con el plomo que obligó a los Daxamitas a retirarse, después de que Rhea y algunos de sus soldados Daxamitas murieran.